# Pinoyscincus llanosi
Espèce
Synonymes
- Sphenomorphus llanosi Taylor, 1919

Statut de conservation UICN

 NT  : Quasi menacé
Pinoyscincus llanosi est une espèce de sauriens de la famille des Scincidae.

## Répartition

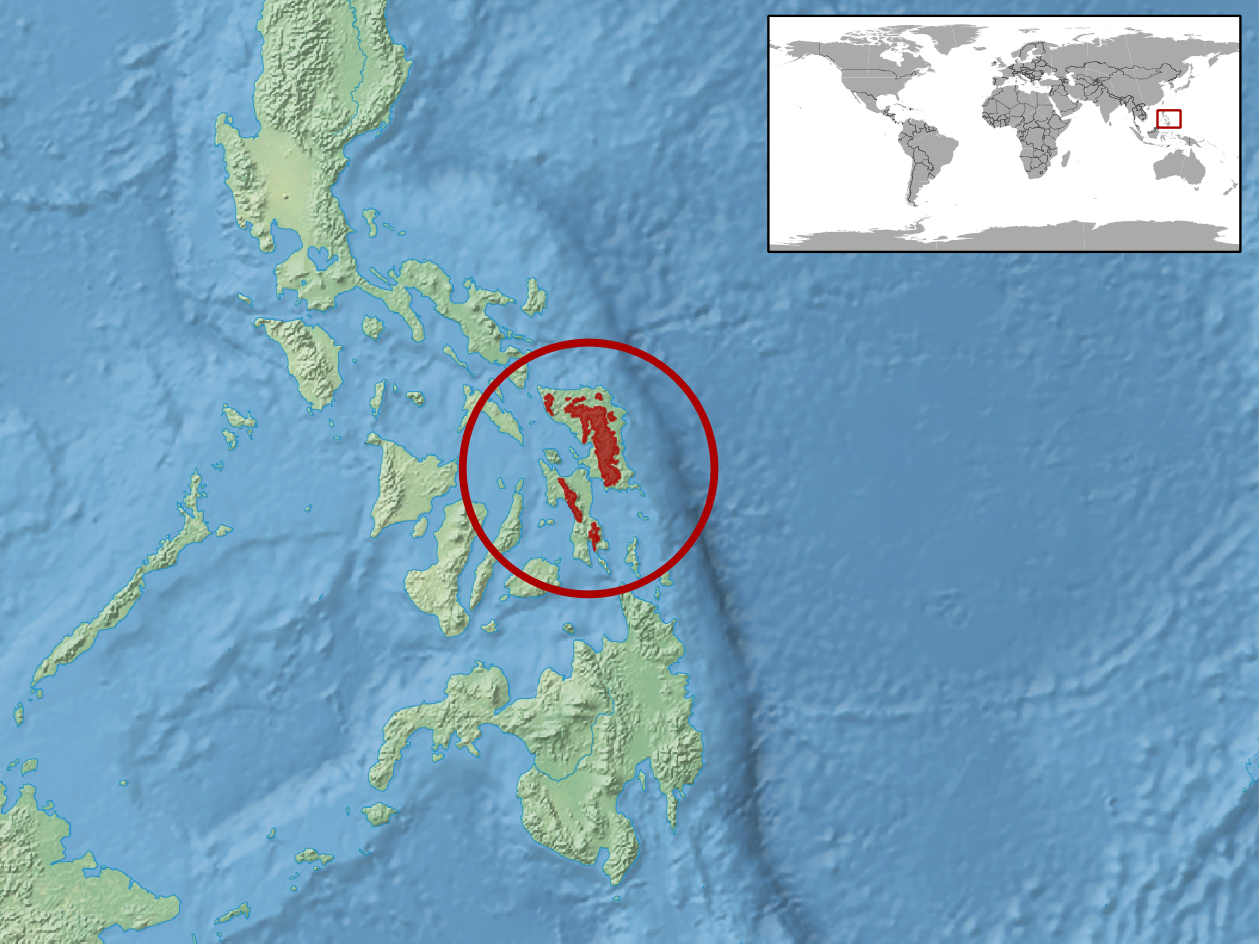
Répartition de l'espèce.

Cette espèce est endémique des Philippines. Elle se rencontre sur les îles de Leyte et de Samar.

## Étymologie
Cette espèce est nommée en l'honneur de Florencio Llanos.

## Publication originale
- Taylor, 1919 : New or rare Philippine reptiles. Philippine Journal of Science, vol. 14, p. 105-125 (texte intégral).